# Jacobyana sudafricana
Jacobyana sudafricana  (лат.) — вид жуков-листоедов (Chrysomelidae) рода Jacobyana из трибы земляные блошки (Alticini, Galerucinae). Африка: ЮАР (Eastern Cape Province, Port St. Johns, Silaka Nature Reserve).

## Описание
Мельчайший вид своего рода (длина около 2 мм) чёрного цвета (ноги светлее, а вершины надкрылий красноватые) с телом овальной формы, блестящие. Максимальная ширина пронотума у основания 1,28 мм, а у надкрылий она равна 1,71 мм. Обладают прыгательными задними ногами с утолщёнными бёдрами. Усики 11-члениковые (3-й сегмент короче первого). 3-й членик усиков почти равен по длине 4 и 5-му сегментам вместе взятым. Пронотум с щетинконосной порой около середины бокового края. Питаются растениями. Видовое название J. sudafricana отражает географическое расположение типовой серии.